# HMS Culloden (1783)
HMS Culloden (1783) — 74-пушечный линейный корабль третьего ранга. Четвёртый корабль Королевского флота, названный в честь битвы при Каллодене.

## Постройка
Заказан 12 июля 1779 года. Заложен в феврале 1782 года на частной верфи Randall в Ротерхайт. Спущен на воду 16 июня 1783 года. Достраивался до 5 июля 1783 года на королевской верфи в Дептфорде, затем по апрель 1784 года в Вулвиче, включая обшивку медью.

## Служба
1783 — вступил в строй в августе(?), капитан Роуленд Коттон (англ. Rowland Cotton); брандвахта в Плимуте.
1786 — выведен в резерв и рассчитан, повторно введен в строй в июне, капитан сэр Томас Рич (англ. Thomas Rich); брандвахта в Плимуте.
1789 — капитан Генри Колинз (англ. Henry Colins).
1790 — май, оснащение в Плимуте для службы в Канале.
1791 — март, капитан Колинз умер, вместо него капитан Томас Маккензи (англ. Rowland Cotton); сентябрь, выведен в резерв и рассчитан; октябрь, малый ремонт и оснащение в Плимуте по февраль 1793 года.

### Французские революционные войны
1792 — введен в строй в декабре, снова капитан Рич.
1793 — 24 марта ушёл на Подветренные острова.
1794 — апрель, капитан Ричард Берджесс (англ. Richard Burgess), флагман теперь уже контр-адмирала Рича; с флотом лорда Хау; затем капитан Айзек Шломберг (англ. Isaac Schlomberg); был при Первом июня, потерял 2 человек убитыми и 5 ранеными; декабрь, капитан Томас Трубридж; мятеж в команде, подавлен.
1795 — 23 мая ушёл в Средиземное море; 13 июля был с эскадрой вице-адмирала Хотэма при Йерских островах, потерял 2 человек убитыми и 5 ранеными.
1797 — 14 февраля был при Сент-Винсенте, шел головным, потерял 10 человек убитыми и 47 ранеными; 25 июля участвовал в нападении Нельсона на Санта-Крус-де-Тенерифе.
1798 — 1 августа присутствовал при Абукире, но сел на мель у острова Абукир, повредив днище, и участия в бою не принимал; несмотря на усилия HMS Leander и HMS Mutine, снялся только после боя; позже перешел в Неаполь, затем участвовал в блокаде Мальты.
1799 — февраль, Александрия.
1800 — снова в блокаде Мальты; июнь, капитан Трубридж сдал командование; временно коммандер Джон Ричардс (англ. John Richards); вернулся в Англию; август, большой ремонт и оснащение в Плимуте по март 1803 года.
1802 — ноябрь, введен в строй, капитан Чарльз Лейн (англ. Charles Lane), назначен в Канал.

### Наполеоновские войны
1803 — март, флагман адмирала Джорджа Кейта; апрель, капитан Роберт Отуэй (англ. Robert Otway), флагман контр-адмирала Джорджа Кэмпбелла; май, капитан Баррингтон Дакр (англ. Barrington Dacres); повторно введен в строй в июле; 2 сентября загнал в Корунью французские корсары Duguay-Trouin и Guerrière.
1804 — февраль, капитан Джордж Рейнольдс (англ. George Reynolds), флагман вице-адмирала Коллингвуда; июнь, капитан Кристофер Кол (англ. Christopher Cole); флагман вице-адмирала сэра Эдварда Пелью; 9 июля ушёл в Ост-Индию.
1806 — 25 сентября взял 18-пушечный L’Emilien (бывший шлюп Trincomalee); 27 ноября участвовал в уничтожении голландских судов на батавском рейде.
1807 — октябрь(?), и. о. капитана коммандер Джордж Белл (англ. George Bell), декабрь, Сурабая, коммандер Гриесси (англ. Griessee).
1808 — Ост-Индия; 10 июня взял 8-пушечный корсар L’Union; декабрь, капитан Пауналл Пелью (англ. Pownall Pellew); вернулся в Англию.
1809 — июль, в отстое в Плимуте.
1813 — февраль, разобран там же.